# Джиллетт, Джордж Артур
Джордж Артур Джиллетт (англ. George Arthur Gillett; 23 апреля 1877 — 12 сентября 1956) — новозеландский регбист и игрок в регбилиг, один из членов «Ориджинал Олл Блэкс».

## Биография
Уроженец Листона, окончил Гамильтонскую восточную школу. Играл за любительские регбийные клубы «Темза», «Понсонби» и «Карангахаке», а также за сборную провинции Окленд в 1899 году, выступая на позиции фуллбэка. Участвовал во второй англо-бурской войне, проживал после войны в австралийском городе Калгурли и играл в австралийский футбол за команду Западной Австралии.
В 1905 году Джиллетт вернулся в Новую Зеландию, осел в Крайстчерче и играл за клуб «Меривейл». Был приглашён в первую в истории сборную Новой Зеландии по регби, известную как «Ориджинал Олл Блэкс», даже не успев сыграть ни одного матча за команду Кентербери. В рамках большого турне по Великобритании, Франции и Канаде он провёл 25 матчей из 35, проведённых новозеландцами (в том числе 4 тест-матча), а дебютный тест-матч провёл 18 ноября 1905 года против Шотландии. Всего он сыграл 30 матчей с 1905 по 1908 годы, в том числе 8 тест-матчей, и набрал 126 очков (из них 7 в тест-матчах). 15 очков им были набраны во время большого турне «Ориджинал Олл Блэкс». Играл на позициях фуллбэка (большая часть игр), винга (10 игр) и на одной из позиций третьего ряда (одна игра).
В составе Окленда играл до 1909 года, в 1907 году участвовал в турне по Австралии, сыграв на позиции винга в двух тест-матчах. В 1908 году сыграл ещё два матча против «Британских и ирландских львов», совершавших турне, на позиции винга. Известно, что во время прощания с командой и её отплытия за борт их корабля упал игрок команды Перси Доун, носивший плотное пальто и бывший не в состоянии удержаться на плаву: он пытался кому-то пожать руку, прежде чем упасть за борт. В спасении игрока участвовали четыре регбиста, в том числе Джордж Джиллетт и Артур Фрэнсис.
Позже Джиллетт переключился на регбилиг: в 1911 году сборная Новой Зеландии по этому виду спорта, также известному как регби-13, совершила турне по Австралии. В 1911—1912 годах была собрана сборная Австралазии (считается предшественницей сборной Австралии по регбилиг), которая совершила турне по Великобритании, и Джиллетт сыграл пять неофициальных матчей за неё. В 1912 году он стал тренером сборной Новой Зеландии, которая сыграла против сборной Нового Южного Уэльса, совершавшей турне по стране.
В дальнейшем Джиллетт руководил новозеландской организацией, курирующей регбилиг в стране — Регбилиг Новой Зеландии — и развивал игру в районах Темса и Веллингтона. В 1917—1918 годах тренер регбийного клуба провинции Поверти-Бэй. Его брат Джек также был регбистом и играл за команду Окленда в 1897—1899 годах.